# Ministeriet for Statens Lønnings- og Pensionsvæsen
Ministeriet for Statens Lønnings- og Pensionsvæsen blev oprettet i forbindelse med dannelsen af Regeringen Hilmar Baunsgaard i 1968. Aage Hastrup (Det Konservative Folkeparti) var minister for dette område fra 28. februar 1968. Ministeriet blev ophævet den 11. oktober 1971, da Jens Otto Krag igen blev statsminister og området overført til det nyoprettede Budgetministerium.